# Johan Ernst 4. af Sachsen-Coburg-Saalfeld
Johan Ernst 4. af Sachsen-Coburg-Saalfeld (tysk: Johann Ernst) (født 22. august 1658, død 17. december 1729) var hertug af Sachsen-Coburg-Saalfeld fra 1680 til 1729.
Han var søn af hertug Ernst 1. af Sachsen-Gotha-Altenburg. Han blev efterfulgt som hertug af sin søn Frans Josias

## Eksterne links
- Wikimedia Commons har flere filer relateret til Johan Ernst 4. af Sachsen-Coburg-Saalfeld